# Danh sách nhóm nhạc thần tượng Hàn Quốc (thập niên 1990)
Dưới đây là danh sách các nhóm nhạc thần tượng Hàn Quốc ra mắt trong giai đoạn thập niên 1990.

## 1992
Các nhóm nhạc tiêu biểu ra mắt trong năm

Seo Taiji and Boys

| Tên                | Tên             | Số thành viên | Trưởng nhóm | Giới tính      | Công ty quản lý | Tên fandom | Tan rã | Ghi chú |
| Latinh             | Hangul          | Số thành viên | Trưởng nhóm | Giới tính      | Công ty quản lý | Latinh     | Tan rã | Ghi chú |
| ------------------ | --------------- | ------------- | ----------- | -------------- | --------------- | ---------- | ------ | --- |
| Seo Taiji and Boys | 서태지와 아이들 | 3             | Seo Taiji   | Nam            | Bando Label     | Không có   | 1996   | Seo Taiji and Boys là nhóm nhạc đã thay đổi ngành công nghiệp âm nhạc Hàn Quốc khi tiên phong trong việc đưa rap vào nhạc pop Hàn Quốc và sử dụng nó để phê bình xã hội, bất chấp áp lực từ các ủy ban đạo đức và kiểm duyệt |
| ZAM                | 잼              | 5             | Jo Jin-soo  | Nam nữ hỗn hợp | DSP Media       | Không có   | 1996   | |

## 1993

Deux

| Tên    | Tên    | Số thành viên | Trưởng nhóm | Giới tính | Công ty quản lý | Fandom   | Fandom         | Tan rã | Ghi chú |
| Latinh | Hangul | Số thành viên | Trưởng nhóm | Giới tính | Công ty quản lý | Tên      | Màu chính thức | Tan rã | Ghi chú |
| ------ | ------ | ------------- | ----------- | --------- | --------------- | -------- | -------------- | ------ | ------- |
| Deux   | 듀스   | 2             | –           | Nam       | K&C Music       | Không có | Không có       | 1995   |         |

## 1994
| Tên    | Tên    | Số thành viên | Trưởng nhóm    | Giới tính      | Công ty quản lý | Fandom   | Fandom         | Tan rã | Ghi chú |
| Latinh | Hangul | Số thành viên | Trưởng nhóm    | Giới tính      | Công ty quản lý | Tên      | Màu chính thức | Tan rã | Ghi chú |
| ------ | ------ | ------------- | -------------- | -------------- | --------------- | -------- | -------------- | ------ | ------- |
| MUE    |        | 6             | Yoo Young-chae | Nam nữ hỗn hợp | DSP Media       | Không có | Không có       | 1999   |         |

## 1995

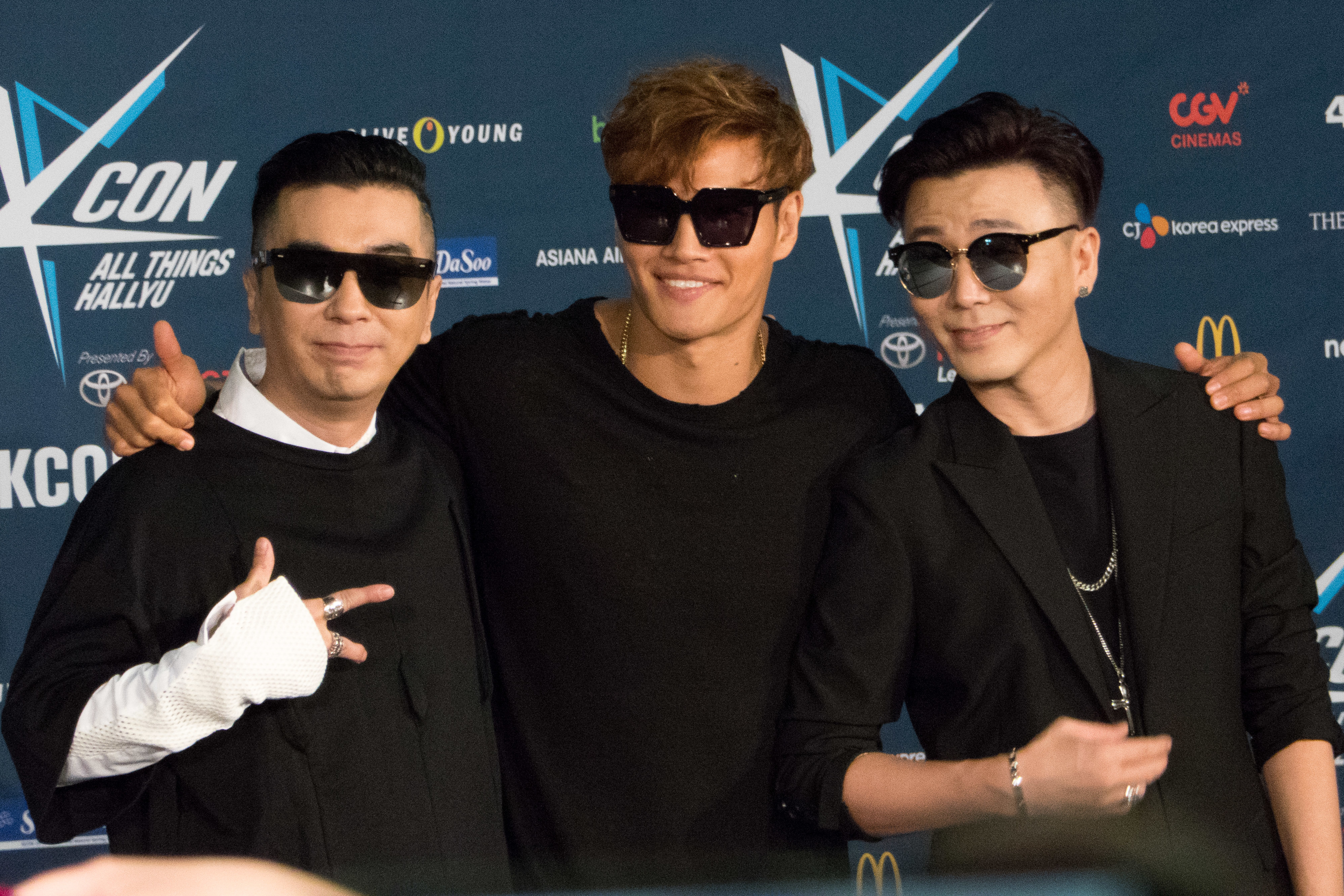
Turbo

| Tên    | Tên         | Số thành viên | Trưởng nhóm | Giới tính | Công ty quản lý                                | Fandom   | Fandom         | Tan rã | Ghi chú |
| Latinh | Hangul      | Số thành viên | Trưởng nhóm | Giới tính | Công ty quản lý                                | Tên      | Màu chính thức | Tan rã | Ghi chú |
| ------ | ----------- | ------------- | ----------- | --------- | ---------------------------------------------- | -------- | -------------- | ------ | --- |
| R.ef   | 레이브 효과 | 3             | –           | Nam       | Chưa rõ                                        | Không có | Không có       | –      | Gián đoạn hoạt động từ năm 2004 nhưng chưa bao giờ chính thức giải tán |
| Turbo  | 터보        | 3             | –           | Nam       | GM Agency (1995–2001) The Turbo Co. (2015–nay) | Không có | Không có       | —      | Năm 1997, Kim Jung Nam rời nhóm và Mikey Jo là thành viên thay thế. Nhóm hoạt động đến năm 2001 thì tan rã. Trong lễ kỷ niệm 20 năm thành lập nhóm vào năm 2015, cả 3 thành viên trước đó đã tái hợp và tiếp tục hoạt động |

## 1996

H.O.T

| Tên                       | Tên          | Số thành viên | Trưởng nhóm   | Giới tính      | Công ty quản lý  | Fandom      | Fandom         | Tan rã | Ghi chú                                                                                                |
| Latinh                    | Hangul       | Số thành viên | Trưởng nhóm   | Giới tính      | Công ty quản lý  | Tên         | Màu chính thức | Tan rã | Ghi chú                                                                                                |
| ------------------------- | ------------ | ------------- | ------------- | -------------- | ---------------- | ----------- | -------------- | ------ | --- |
| CB Mass                   | ‘CB 매스     | 3             | –             | Nam            | Daeyoung AV      | Không có    | Không có       | 2003   | Thành lập năm 1996, ra mắt năm 2000. Gaeko và Choiza lập nhóm Dynamic Duo                              |
| H.O.T.                    | 에이치오티   | 5             | Moon Hee-joon | Nam            | SM Entertainment | Club H.O.T. | Trắng          | 2001   | Moon Hee Jun và Kangta giờ là nghệ sĩ solo còn Woohyuk, Tony và Jaewon lập thành nhóm jtL vào năm 2001 |
| Keep Six                  | 킵식스       | 3             | –             | Nam            | YG Entertainment | Không có    | Không có       | 1996   | |
| UP                        | 유피         | 3             | Kang Hyun     | Nam nữ hỗn hợp | Chưa rõ          | Không có    | Không có       | 1999   | |
| Young Turks Club (Y.T.C.) | 영 턱스 클럽 | 5             | Lim Sung Eun  | Nam nữ hỗn hợp | Chưa rõ          | Không có    | Không có       | 2008   | |

## 1997

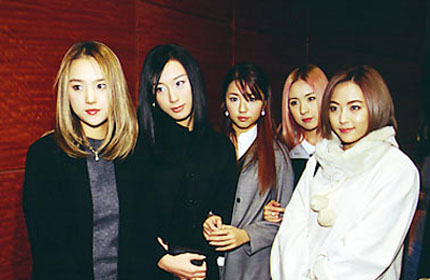
[https://en.m.wikipedia.org/wiki/Baby_Vox Baby V.O.X.

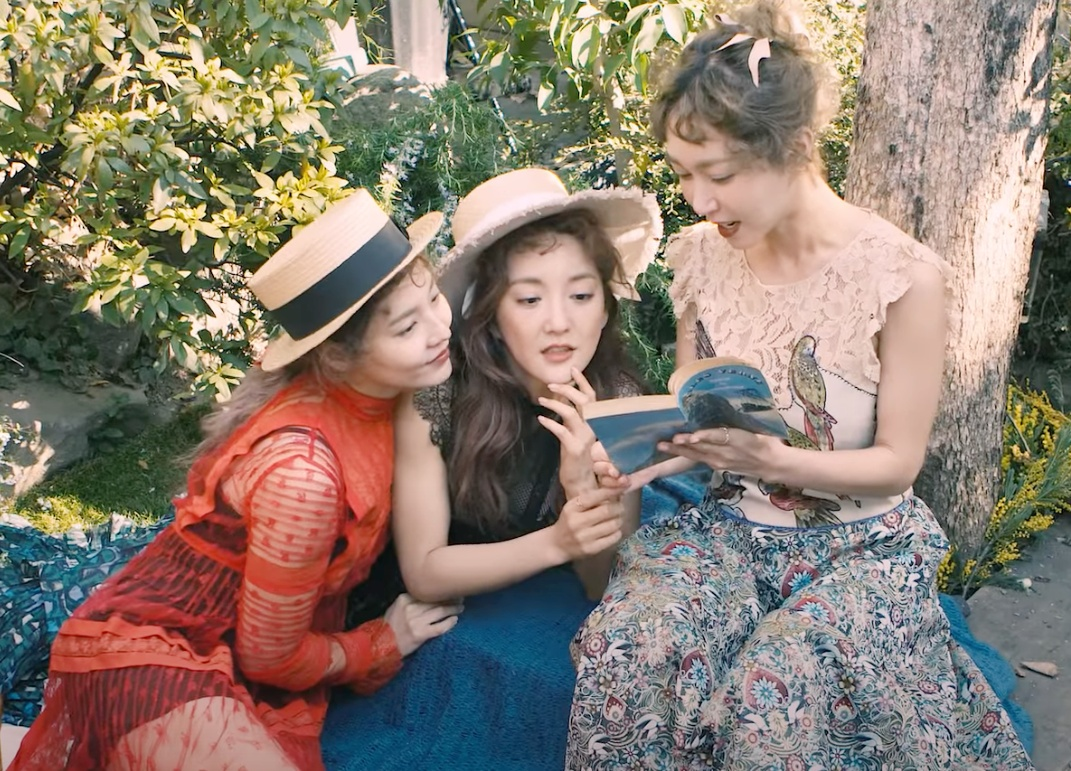
S.E.S.

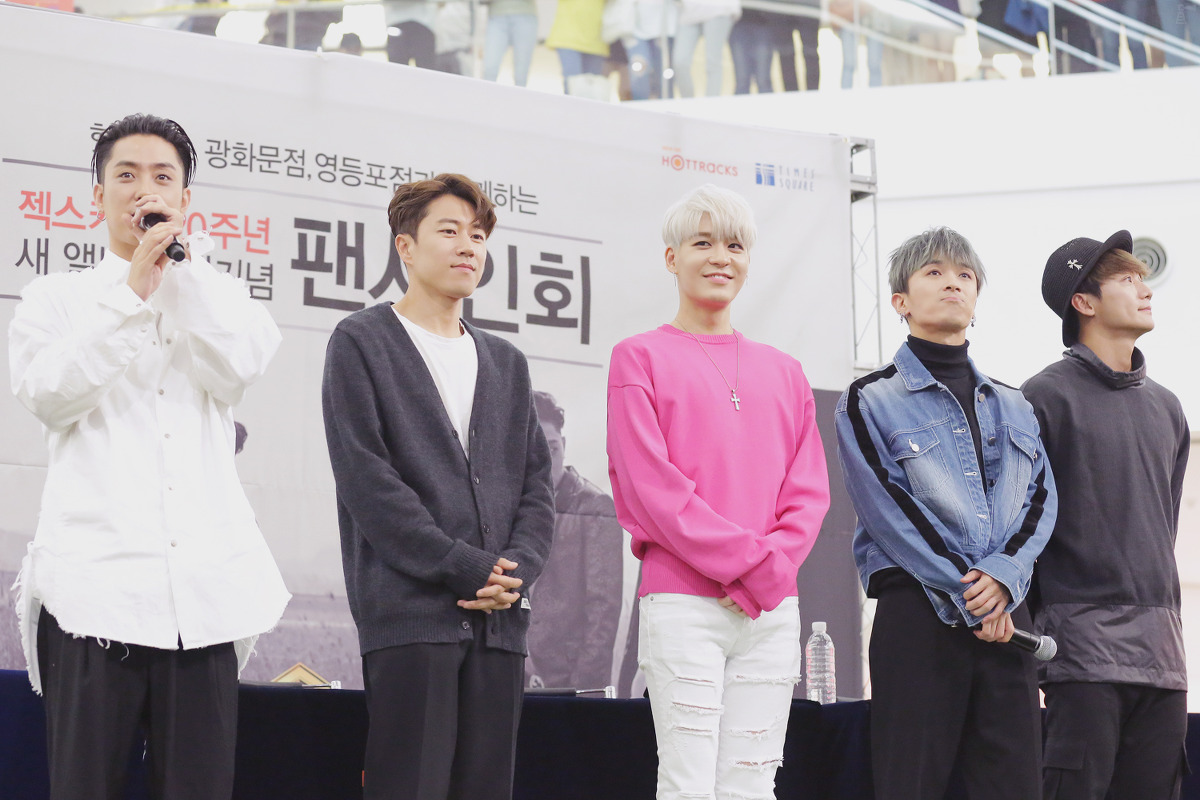
Sechs Kies

| Tên         | Tên         | Số thành viên | Trưởng nhóm | Giới tính      | Công ty quản lý | Fandom                  | Fandom         | Tan rã | Ghi chú |
| Latinh      | Hangul      | Số thành viên | Trưởng nhóm | Giới tính      | Công ty quản lý | Tên                     | Màu chính thức | Tan rã | Ghi chú |
| ----------- | ----------- | ------------- | ----------- | -------------- | --- | ----------------------- | -------------- | ------ | --- |
| Baby V.O.X. | 베이비 복스 | 5             | Kim E-Z     | Nữ             | DR Music | Baby Angels             | Hồng ngọc trai | 2006   | Nhiều thành viên đã được thay thế. Năm 2007, Baby V.O.X. Re.V thành lập với dàn nghệ sĩ mới |
| Diva        | 디바        | 3             | Chae Ri Na  | Nữ             | Không có | Không có                | Tím ngọc       | 2005   | Chae Ri Na rời nhóm vào năm 2005 và gia nhập nhóm Girl Friends vào năm 2006 |
| Eve         | 이브        | 4             | –           | Nam            | Sony BMG EMI Music Korea Platinum Music Korea World Music Records Korea I.K.POP/World Music Yedang Records WoongJin Music | Không có                | Không có       | –      | Ban nhạc vẫn tiếp tục hoạt động cho đến nay, mặc dù tất cả các thành viên của ban nhạc đã thay đổi ngoại trừ giọng ca chính Seheon |
| Jaurim      | 자우림      | 3             | –           | Nam nữ hỗn hợp | Sound Holic Interpark Music                                                                                               | Không có                | Không có       | –      | Vào năm 2017, tức năm hoạt động thứ 20 của Jaurim, tay trống Goo Tae-hoon tuyên bố rời khỏi nhóm nhạc |
| Jinusean    | 지누션      | 2             | –           | Nam            | YG Entertainment | Không có                | Đỏ             | 2020   | Trước đây Sean từng là vũ công phụ trợ cho nhóm nhạc K-pop huyền thoại Seo Taiji and Boys vào đầu những năm 1990, còn Jinu ra mắt với tư cách nghệ sĩ solo năm 1994. Jinusean được coi là những người tiên phong của dòng nhạc hip hop Hàn Quốc. Từ năm 2004 đến năm 2015, nhóm tạm ngừng hoạt động nhưng vẫn hỗ trợ các công việc hậu trường ở YG Entertainment. Nhóm sau đó tái xuất và tiếp tục hoạt động đến năm 2020 thì tan rã |
| NRG         | 엔알지      | 5             | Lee Sungjin | Nam            | Music Factory | 천재일우 Cheonjae Ilwoo | Hồng           | 2005   | Năm 2000, Hwansung chết vì bệnh. Năm 2005, Sunghoon rời nhóm |
| S.E.S.      | 에스이에스  | 3             | Bada        | Nữ             | SM Entertainment | Friend                  | Tím            | 2002   | Nhóm nhạc nữ đầu tiên của SM Entertainment |
| Sechs Kies  | 젝스 키스   | 6             | Eun Ji-won  | Nam            | DSP Media (1997 – 2000) YG Entertainment (2016 – nay)                                                                     | DSF                     | Vàng           | –      | Năm 2002, Jang Su Won và Kim Jae Duc lập nhóm J-Walk |
| Uptown      | 업타운      | 4-5           | –           | Nam nữ hỗn hợp | Không có | Không có                | Không có       | –      | Yoon Mi-rae rời nhóm; người thế chỗ là Jessica H.O. vào năm 2006 |

## 1998

Pia

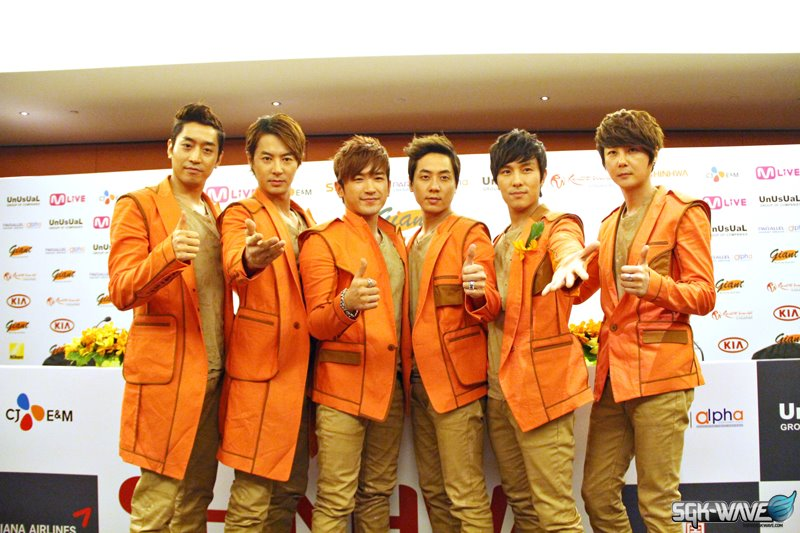
Shinhwa

| Tên        | Tên       | Số thành viên | Trưởng nhóm  | Giới tính      | Công ty quản lý | Fandom          | Fandom         | Tan rã | Ghi chú |
| Latinh     | Hangul    | Số thành viên | Trưởng nhóm  | Giới tính      | Công ty quản lý | Tên             | Màu chính thức | Tan rã | Ghi chú |
| ---------- | --------- | ------------- | ------------ | -------------- | --- | --------------- | -------------- | ------ | --- |
| 1TYM       | 원타임    | 4             | Teddy Park   | Nam            | YG Entertainment | Hip-Hop Village | Đen            | —      | Gián đoạn hoạt động từ năm 2006 nhưng chưa bao giờ chính thức giải tán                                                                 |
| Circle     | 써클      | 5             | Lee Ji Hyun  | Nữ             | Không có | Không có        | Không có       | 2000   | |
| Fin.K.L    | 핑클      | 4             | Lee Hyori    | Nữ             | DSP Media | Hồng            | Đỏ ngọc trai   | 2002   | |
| Han's Band | 한스 밴드 | 3             | Kim Hanna    | Nữ             | Haneum Entertainment                                                                                                 | Không có        | Không có       | 2003   | |
| Koyote     | 코요태    | 3             | Kim Jong Min | Nam nữ hỗn hợp | Trifecta Entertainment                                                                                               | Little Sun      | Xanh ngọc trai | —      | Thay đổi lớn về đội hình trong các năm 2000 và 2002                                                                                    |
| Pia        | 피아      | 5             | —            | Nam            | Ludi Company (2001) Goesoo Indiegene (2002–2009) WinOne Entertainment (2011-2016) REALIVE (2016-nay)                 | Không có        | Không có       | —      | |
| S#arp      | 샵        | 4             | Chris Kim    | Nam nữ hỗn hợp | World Music Entertainment                                                                                            | Không có        | Đỏ             | 2002   | Ra mắt với năm thành viên và từng có nhiều thay đổi về đội hình. Nhóm giải tán vào năm 2002 do phát sinh cãi vã giữa các thành viên nữ |
| Shinhwa    | 신화      | 6             | Eric Mun     | Nam            | SM Entertainment (1998–2003) Good Entertainment (2004–2008) Shinhwa Company (2011-2014) E&J Entertainment (2014-nay) | Shinhwa Changjo | Da cam         | —      | Đây là ban nhạc hoạt động lâu nhất Hàn Quốc tính đến năm 2020                                                                          |

## 1999

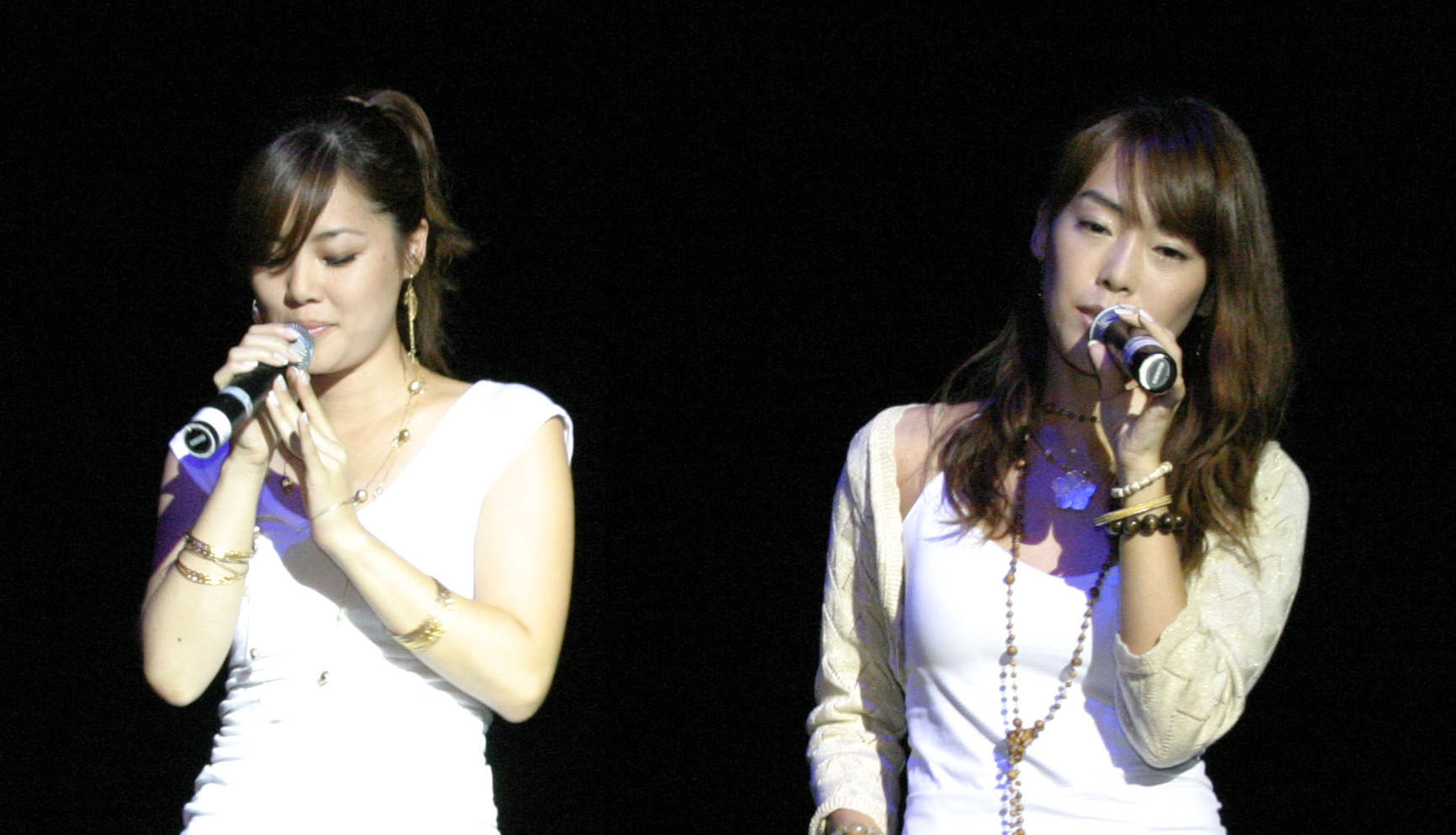
As One

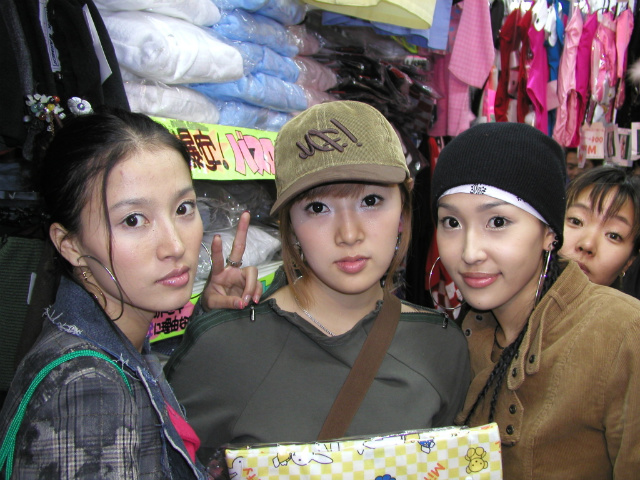
Chakra

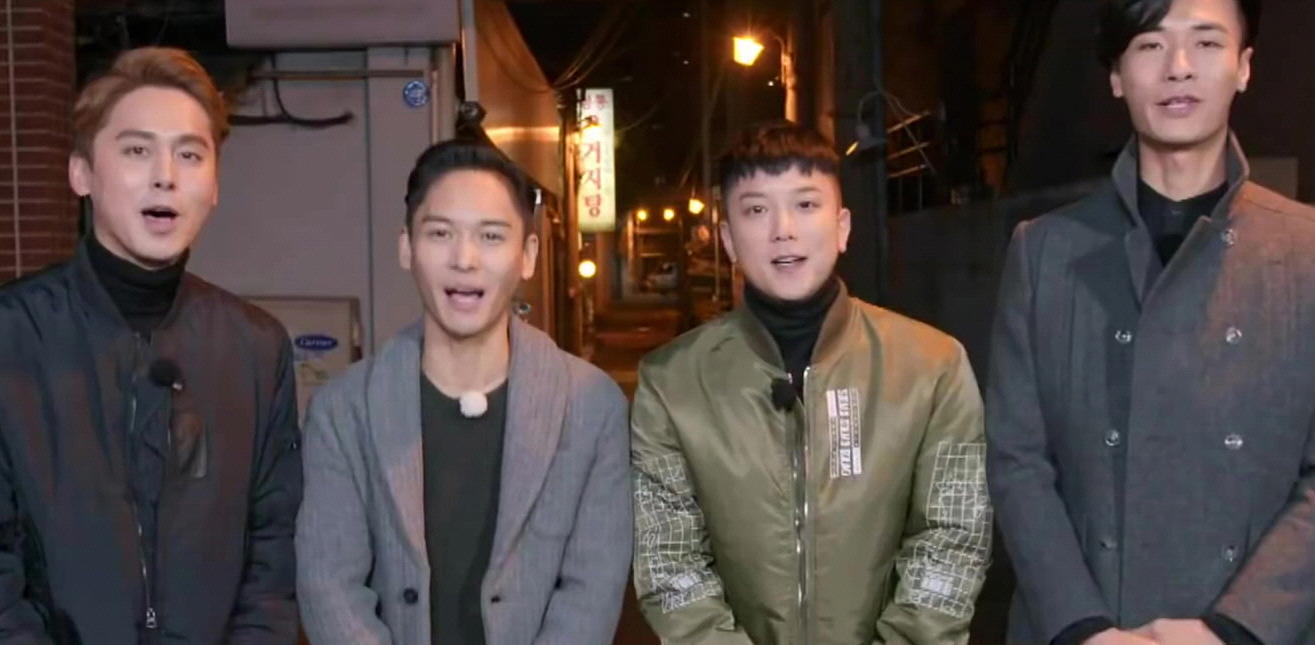
Click-B

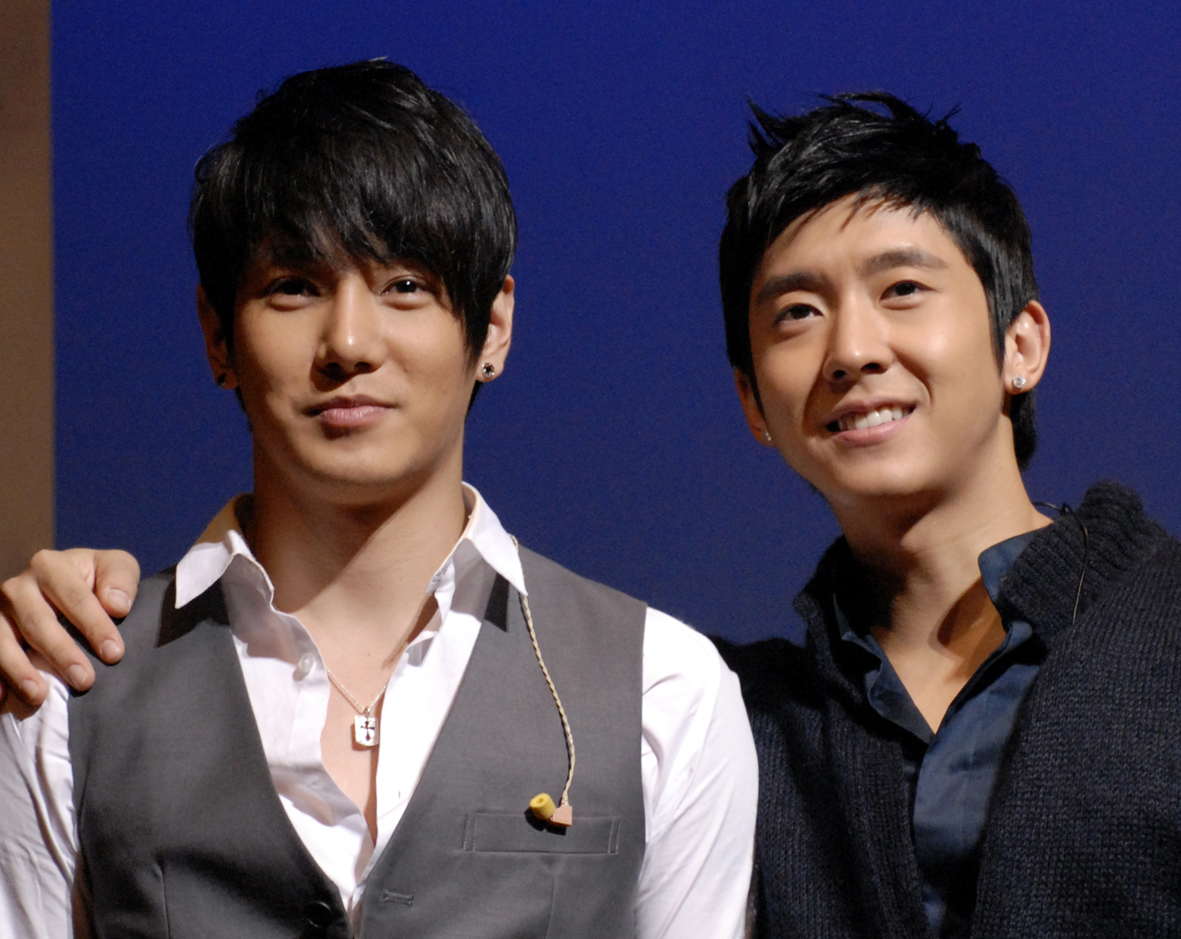
Fly to the Sky

G.o.d

| Tên            | Tên                 | Số thành viên | Trưởng nhóm     | Giới tính | Công ty quản lý                                              | Fandom         | Fandom         | Tan rã | Ghi chú |
| Latinh         | Hangul              | Số thành viên | Trưởng nhóm     | Giới tính | Công ty quản lý                                              | Tên            | Màu chính thức | Tan rã | Ghi chú |
| -------------- | ------------------- | ------------- | --------------- | --------- | ------------------------------------------------------------ | -------------- | -------------- | ------ | --- |
| As One         | 애즈 원             | 2             | —               | Nữ        | Rock Records (1999–2004) EMI Korea                           | Forever As One | Màu quả đào    | —      | |
| Chakra         | 샤크라              | 4             | Hwang Bo        | Nữ        | Kiss Entertainment                                           | Goddess        | Tím            | 2006   | Năm 2002, Eani rút khỏi nhóm |
| Cleo           | 클레오              | 3             | Kim Hana        | Nữ        | Ho Entertainment                                             | Không có       | Không có       | 2004   | Năm 2000, Park Ye Eun rút lui và Han Hyun Jung được đưa vào thế chỗ; năm 2004, Chae Eun Jung rời nhóm và Jung Ye Bin được đưa vào thế chỗ |
| Click-B        | 클릭비              | 7             | Kim Tae Hyung   | Nam       | DSP Media                                                    | NIZI           | Xanh lá cây    | 2006   | Có gốc là nhóm nhạc gồm bảy thành viên, ba thành viên rời nhóm vào năm 2002. Nhóm tái hợp năm 2011                                        |
| Fly to the Sky | 플라이 투 더 스카이 | 2             | —               | Nam       | SM Entertainment (1999-2005) PFull Entertainment (2005–2009) | Fly High       | Xanh nhạt      | –      | Được ghi nhận là bộ đôi âm nhạc R&B đầu tiên của Hàn Quốc Hiện đang ngưng hoạt động                                                       |
| G.o.d          | 지오디              | 5             | Park Joon Hyung | Nam       | JYP Entertainment                                            | Fan God        | Xanh da trời   | –      | Năm 2005, thành viên Yoon Kye Sang rời nhóm                                                                                               |
| O-24           | 오투포              | 3             | Lee Ga Hye      | Nữ        | Eunsung Entertainment                                        | Không có       | Không có       | 2002   | Sau khi nhóm ra mắt album đầu tay, Ju Yeon Jung rút lui khỏi nhóm qua Papaya                                                              |
| See U          | 씨유                | 3             | Jini            | Nữ        | DongA Planning                                               | Không có       | Không có       | 2000   | |
| T.T.MA         | 티티마              | 5             | Soy             | Nữ        | Music Factory                                                | Không có       | Không có       | 2002   | Năm 2000, Queena và Juhae rút lui khỏi nhóm; Euni và Zin được tuyển vào                                                                   |